# La fiesta (canción)
«La fiesta» es una canción, que en lengua castellana, fue popularizada por la cantante española Karina, y que se publicó en 1969.

## Descripción
Compuesta por Ronnie Scott (bajo pseudónimo de Jack Gellar) y Marty Wilde (bajo pseudónimo de Frere Manston) e interpretada originalmente por este último, se trata de una adaptación al español por Carlos Céspedes del tema Abergavenny.
Con acompañamiento orquestal, que se inicia al principio de la canción con flautín y acaba con bombo y platillos, se trata de un tema a ritmo de marcha. Se publicó en formato sencillo, y en la cara B en lo menos conocido, Las flechas del amor.
Se trata de uno de temas más recordados de Karina y fue número uno en la lista de los más vendidos durante siete semanas consecutivas.

## Versiones
Fue versionado por la banda La Década Prodigiosa en su álbum homónimo de 1985.